# دوبي
دوبي هو شخصية خيالية لساحر من الاقزام في سلسة هاري بوتر للمؤلفة البريطانية ج. ك.
رولنج دوبى هو صديق هارى بوتر.

## أول ظهور
كان أول ظهور لة في فيلم هارى بوتر وحجرة الاسرار كان يحاول عدم ارجاع هاري بوتر إلى هوجوارتس وعندما تخفق محاولات دوبي يقوم دوبي بعمل تعويذه الطفو ويحطم قالب الحلوى في مطبخ درسلي. وقبل ان يتمكن هاري من الإمساك به يختفي، ويستلم بوتر رسالة تحذيرية للإستعمالِ الغير شرعي للسحر، ويحبس هاري من قبل ال درسلي وقد عرف دوبى خطط لوشيوس مالفوى لفتح غرفة الاسرار مرة أخرى.وفي نفس الجزء يحاول دوبي أن يبعد هاري عن هوجوارتس عن طريق اغلاق المدخل المخفي إلى الرصيف 9 ¾، لكن هاري ورون يحبطان تلك المؤامرة بقيادة السيارة الطائرة للعودة إلى المدرسة.

## استعبادة من قبل ال مالفوى
استعبد دوبى من قبل لوشوس مالفوى وقد كان يعاملة ال مالفوى بقسوة وجفاء وعندما يعود هاري - من غرفة الأسرار - يَكتشف بأن سيد دوبي كان لوشيوس، ويخدع هاري مالفوي بوضع احدي فردتي جواربه في المفكرة ويعطيها مالفوي لدوبي ويتحرر دوبي لانه حصل علي ملابس من سيده ويضمن هاري ولاء جني المنزل الأبدي

## العودة في هارى بوتر وكأس النار
عود دوبي في هاري بوتر كأس النار. هو يطلب أي شيء يمكنه من دفعة مقابل خدماته، والتي تجعل الأمر صعباً له لإيجاد أي توظيف مطلقاً. ويحصل على وظيفه في هوجوارتس، ويصبح الجني المنزلي الوحيد الذي يدفع له أجر.
في هذا الكتاب، يَعطي دوبي هاري جليليود نبات يحتاجه هاري للنجاة من مهمة السحرة الثلاثية الثانية ودوبي أيضاً جني المنزل الوحيد الذي ينظف برج جريفندور منذ أن تبدأ هيرميون بالمحاولة لتحرير جان المنازل لأن جان المنازل يجدوها إهانة ان يترك لهم ملابس

## ظهور مرة في هارى بوتر وجماعة العنقاء
يظهر دوبي مرة ثانية في هاري بوتر وجماعة العنقاء، ويدل هاري علي الغرفة المخفية للمتطلب (حجرة الطلب)، التي يستعملها هاري لإجتماعات جيش دمبلدور.
وعندما تكتشف امبريدج هذه الاجتماعات لاحقاً، يدخل دوبي الغرفة لتحذير المجموعة

## في الأمير الهجين
في هاري بوتر والأمير الهجين يأتمن هاري دوبي للمساعدة على مراقبة كريتشر عندما يأمره بالعمل في مطابخ هوجوارتس مع جان المنزل الآخرين.
وعندما يحتاج هاري شخص ما لإتباع دراكو مالفوي، يطلب من دوبي وكريتشر. عندما يرجعون لإخباره، يخبر كريتشر هاري أشياء دنيوية فقط، مثل جدول صف مالفوي، بينما يقطع دوبي إلى المطاردة ويخبر هاري عن زيارات مالفوي إلى غرفة الطلب.

## الظهور الاخير ووفاتة
ويجعل دوبي ظهوره الأخير في هاري بوتر ومقدسات الموت عندما يرسل ابيرفورث دمبلدور دوبي لإنقاذ هاري، ورون، وهيرميون من قبو ضيعة مالفوي الإقطاعية. ويساعد دوبي هاري ورون ليهربان من سجنهم وينتقل بلونا لوفجود، ودين توماس، والسيد اوليفاندر خارج الضيعة الإقطاعية، ثم يساعد هاري ورون لكي يحررا هيرميون وجريفوك من التعذيب على يدي بيلاتريكس لسترانج.
و ينجح في مهمته، ولكن عندما ترمي بيلاتريكس بسكين فضي اتجاه هاري، يضرب السكين دوبي بدلاً من هاري، ويموت قبل يعالج.و يحفر هاري قبر لدوبي بدون استعمال سحر، ويكتب على الحجارة هنا يرقد دوبي القزم الحر. وكانت كلمات دوبي الأخيرة إلى هاري هاري بوتر، تماماً مثل كلماته الأولى إليه عندما يقابله في هاري بوتر وغرفة الأسرار.